# 31375 Krystufek
31375 Krystufek este un asteroid din centura principală de asteroizi.

## Descriere
31375 Krystufek este un asteroid din centura principală de asteroizi. A fost descoperit pe 14 decembrie 1998 la Socorro, New Mexico, în cadrul proiectului LINEAR. Asteroidul prezintă o orbită caracterizată de o semiaxă mare de 2,27 ua, o excentricitate de 0,03 și o înclinație de 4,8° în raport cu ecliptica.